# Sgt. Pepper’s Lonely Hearts Club Band (Lied)
Sgt. Pepper’s Lonely Hearts Club Band ist ein Lied der Band The Beatles, das am 26. Mai 1967 auf dem gleichnamigen Album veröffentlicht wurde. Das Lied wurde von Paul McCartney geschrieben. Als Copyright-Inhaber sind allerdings Lennon/McCartney angegeben.

## Hintergrund
Das Stück fingiert den Beginn eines Konzerts. Die Gruppe stellt sich mit diesem Lied dem Publikum vor und lädt es ein, die Show zu genießen. Um den Eindruck einer Liveaufnahme zu verstärken, wurden Publikumsgeräusche und Applaus eingeblendet. Das Stück mündet schließlich ohne Unterbrechung in den zweiten Titel des Albums With a Little Help from My Friends. McCartney kündigt an dieser Stelle unter starkem Applaus den fiktiven „one and only Billy Shears“ an.

## Aufnahmen
Die Aufnahmen für das Stück fanden am 1. und 2. Februar sowie am 3. und 6. März 1967 in den Abbey Road Studios mit dem Produzenten George Martin statt. Geoff Emerick war der Toningenieur der Aufnahmen. Auffälligste musikalische Merkmale sind eine stark verzerrte E-Gitarre und der Einsatz von Hornbläsern. Während der Refrain dreistimmig gesungen wurde, übernahm Paul McCartney den Lead-Gesang. George Harrison hatte in einer siebenstündigen Session ein Gitarrensolo eingespielt, doch McCartney bestand darauf, die Soli selbst zu spielen.
Es wurde eine Monoabmischung und eine Stereoabmischung am 6. März 1967 hergestellt. Bei der Monoversion variiert die Abmischung der der Publikumsgeräusche und Leadgitarre im Vergleich zur gängigen Stereoversion.
Besetzung:
- John Lennon: Gitarre, Hintergrundgesang
- Paul McCartney: Bass, Leadgitarre, Gesang
- George Harrison: Leadgitarre, Hintergrundgesang
- Ringo Starr: Schlagzeug
- James W. Buck, Neil Sanders, Tony Randall, John Burden: Waldhorn

## Sonstiges
Jimi Hendrix eröffnete wenige Tage nach Veröffentlichung des Albums ein Konzert in London mit diesem Lied. Die Beatles waren auch im Publikum und freuten sich über diesen Gruß. Sie waren erstaunt, weil er nur wenig Zeit gehabt hatte, das Lied zu lernen.
Am 2. Juli 2005 eröffnete Paul McCartney zusammen mit der irischen Rockband U2 das Live-8-Konzert in London mit dem Lied.
Auf den Songtitel Sergeant Pepper war Komponist Paul McCartney 1966 während einer Reise in einem Flugzeug gekommen, wo er gemeinsam mit seinem Roadie Mal Evans speiste, der ihn bat, ihm Salz und Pfeffer zu reichen („Could you pass salt and pepper?“). Jedoch verstand McCartney akustisch “Sergeant Pepper”', was er hinterher für eine gute motivische Figur hielt.

## Veröffentlichungen
- Am 30. Mai 1967 erschien in Deutschland das zwölfte Beatles-Album Sgt. Pepper’s Lonely Hearts Club Band, auf dem das Lied enthalten ist. In Großbritannien wurde das Album am 26. Mai veröffentlicht, dort war es das neunte Beatles-Album. In den USA erschien das Album sechs Tage später, am 1. Juni, dort war es das 14. Album der Beatles.
- Am 14. August 1978 erschien die Single Sgt. Pepper’s Lonely Hearts Club Band / With a Little Help from My Friends / A Day in the Life in den USA, die dort den 71. Platz der Charts erreichte. In Großbritannien wurde die Single am 30. September veröffentlicht und erreichte Platz 63 der Charts. In Deutschland wurde die Single mit der B-Seite Within You Without You im September 1978 veröffentlicht.
- Am 13. September 1999 erschien das von Peter Cobbin und seinen Assistenten Paul Hicks und Mirek Stiles neu abgemischte Soundtrackalbum Yellow Submarine Songtrack. Bei Sgt. Pepper’s Lonely Hearts Club Band wurde der Gesang zentriert und die Instrumente separiert, das Schlagzeug ist dominanter. Es wurden für den wiederveröffentlichten Film Yellow Submarine darüber hinaus 5.1-Abmischungen angefertigt.
- Am 26. Mai 2017 erschien die 50-jährige Jubiläumsausgabe des von Giles Martin und Sam Okell neuabgemischten Albums Sgt. Pepper’s Lonely Hearts Club Band (Super Deluxe Box), auf dieser befinden sich, neben der Monoversion, die bisher unveröffentlichten Versionen (Take 1 – Instrumental) und (Take 9 And Speech) von Sgt. Pepper’s Lonely Hearts Club Band.
- Am 10. November 2023 wurde das Kompilationsalbum 1967–1970 erneut wiederveröffentlicht. Auf diesem befindet sich Sgt. Pepper’s Lonely Hearts Club Band in der von Giles Martin und Sam Okell 2017 neu abgemischten Version.

## Auszeichnungen für Musikverkäufe
| Land/Region                  | Auszeichnungen für Musikverkäufe (Land/Region, Auszeichnung, Verkäufe) | Verkäufe |
| ---------------------------- | ---------------------------------------------------------------------- | -------- |
| Vereinigtes Königreich (BPI) | Silber                                                                 | 200.000  |
| Insgesamt                    | 1× Silber ·                                                            | 200.000  |